# Wilhelm von Metzen
Wilhelm von Metzen, voller Name Wilhelm Franz Joseph von Metzen (* 29. April 1766 in Koblenz-Ehrenbreitstein; † 15. Dezember 1809 in Rattenberg, Tirol) war ein für Tapferkeit hoch dekorierter Offizier und Regimentskommandeur der Bayerischen Armee, der durch Selbstmord tragisch endete.

## Leben

### Herkunft
Die Familie war seit dem 17. Jahrhundert in Wittlich ansässig. Wilhelm von Metzen wurde geboren als Sohn des kurtrierischen Obristleutnants und Oberfeldkriegskommissars Johann Wilhelm Emmerich von Metzen. Zuvor wirkte der Vater als Gesandter des Kurfürstentums Trier in Paris. Als solcher wurden er und seine Nachkommen, in Wien, mit Datum vom 23. August 1780, unter dem Prädikat Edler von Metzen, in den erblichen Adelsstand erhoben.

### Auszeichnung im Franzosenkrieg

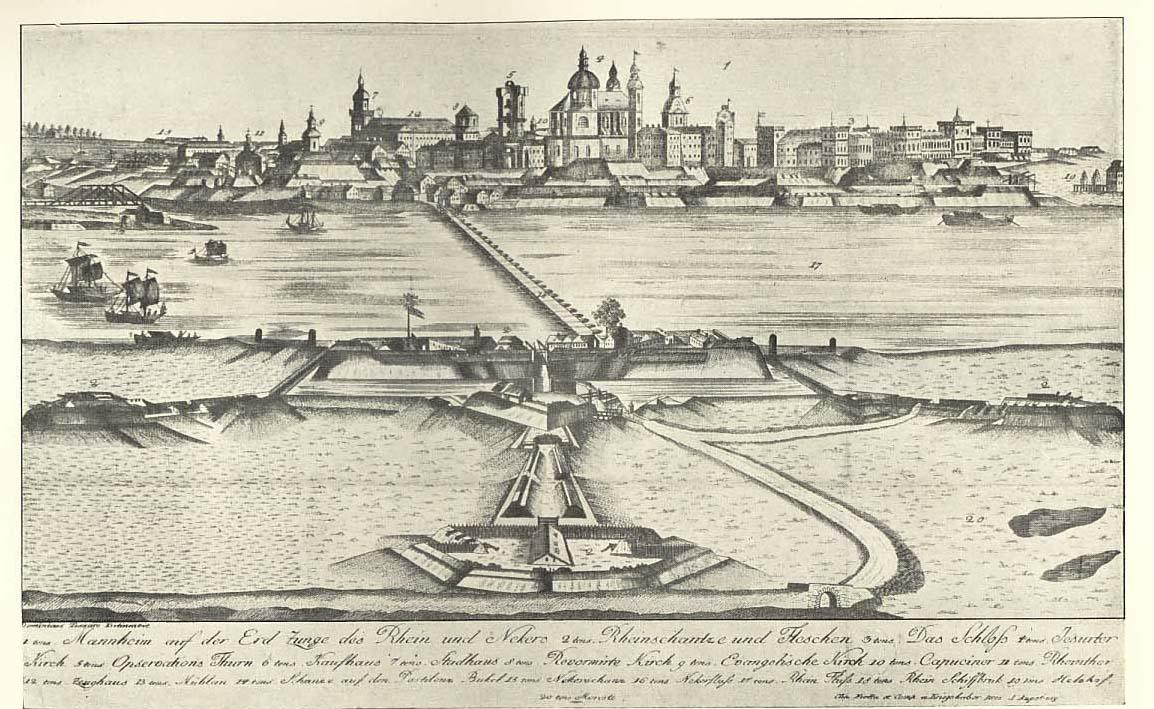
Die Rheinschanze (im Vordergrund), dahinter Mannheim

Metzen diente als Offizier im 1. Kurpfalz-Bayerischen Feldjäger-Regiment Schwichelt. Hier befehligte er 1798 als Hauptmann die 6. Kompanie. Beim Friedensschluss von Campo Formio (1797) waren die linksrheinischen deutschen Gebiete an Frankreich abgetreten worden. Ein Zusatzabkommen (Loebener Vertrag und Heidelberger Konvention) beließ jedoch die linksrheinisch gelegene Mannheimer Rheinschanze (das heutige Ludwigshafen am Rhein) beim deutschen Staatsgebiet. Noch während der Rastatter Kongress die Einzelheiten des Friedensschlusses verhandelte, wollte sich Frankreich u. a. auch die linksrheinische Rheinschanze bei Mannheim sichern und der dort kommandierende General Charles Nicolas Oudinot forderte die Festung am 25. Januar 1798 zur Übergabe auf. Der Mannheimer Kommandant Adam von Bartels verlegte daraufhin vier Kompanien des 1. Kurpfalz-Bayerischen Feldjäger-Regiments, unter Oberstleutnant Theodor von Karg, aus Mannheim in die vorgeschobene Stellung der Rheinschanze. 

Es kam zu einem länger andauernden Gefecht, bei dem die Franzosen auch begannen, Mannheim zu beschießen. Deshalb entsandte Bartels seinen Beauftragten, Oberstleutnant Johann Andreas von Traitteur, auf die linke Rheinseite um die Rheinschanze übergeben zu lassen. Traitteur griff in den laufenden Kampf ein und ließ Trompetensignal geben. Zu Übergabeverhandlungen ging Oberstleutnant von Karg vor die Festung. Während der Unterhandlungen stürmten die Franzosen plötzlich mit einem Überraschungsangriff in die offene Festung hinein, wo sie inzwischen auch seitlich eingedrungen waren. Der Großteil der Besatzung unter Oberstleutnant Karg (ca. 400 Personen) musste sich ergeben, lediglich Hauptmann Wilhelm von Metzen konnte sich mit etwa 50 Mann, im Handgemenge, durch die Franzosen retten und die Schiffsbrücke Richtung Mannheim erreichen. Verfolgt von den französischen Truppen gelang es Metzen mit seinen Soldaten kämpfend den Rhein zu überqueren, bis ans Mannheimer Rheintor zu kommen und dem Torwächter die Schließung der Zugbrücke zu befehlen, wodurch ein Eindringen der Feinde in die Festung Mannheim vereitelt wurde.

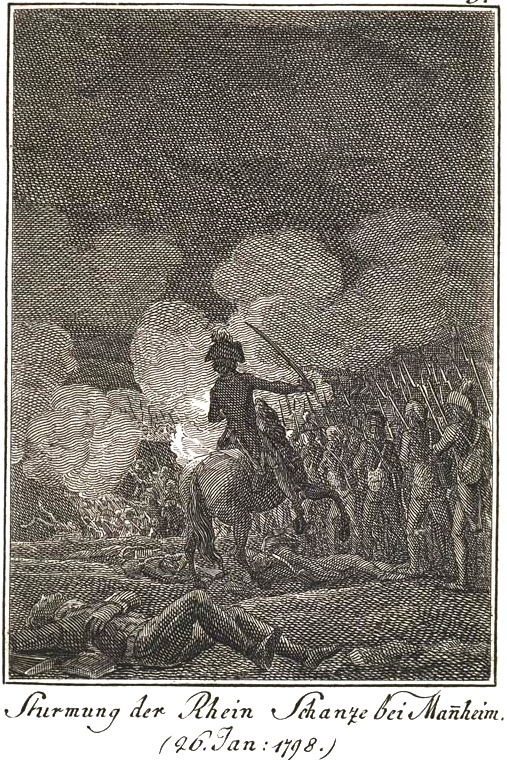
Sturm der Franzosen auf die Mannheimer Rheinschanze, 1798; zeitgenössischer Kupferstich

Die zeitgenössischen Historisch-politischen Erzählungen der neusten Staats- und Weltbegebenheiten berichten 1798 in folgenden Worten darüber:

„Nach mehreren Versuchen gelang es endlich den Franzosen auf der linken Flanke in die Rheinschanze einzudringen und zu gleicher Zeit kam ein Haufen derselben, man weiß nicht bestimmt ob auf Schiffen oder anderen Wegen, der Schanze in den Rücken und bemeisterte sich der Rheinbrücke. Nun war der Besatzung der Rückzug abgeschnitten; doch gelang es einem Theile, sich durchzuschlagen, und selbst noch mit einer Kanone und einem Munitionskarren über die Brücke auf das rechte Rheinufer zu kommen. Die Franzosen folgten und würden vielleicht mit der sich zurückziehenden Mannschaft in die Stadt gedrungen seyn, wenn nicht, wie es allgemein heißt, die Besonnenheit und das muthvolle Benehmen des Herrn Hauptmann von Metzen denselben Einhalt gethan hätte.“

Das schwach besetzte Mannheim konnte den Franzosen keinen größeren Widerstand leisten, weshalb es zu Verhandlungen zwischen Bartels und Oudinot kam, in deren Verlauf Mannheim zwar unbehelligt blieb, die Mannheimer Rheinschanze aber dauerhaft an Frankreich fiel. Für sein entschlossenes Handeln in dem unglücklichen Gefecht wurde Wilhelm von Metzen zum Major befördert und erhielt das Kurpfalz-bayerische Militär-Ehrenzeichen, die höchste Tapferkeitsauszeichnung seines Landes. Bei der Stiftung des (das bisherige Militär-Ehrenzeichen ersetzenden) Militär-Max-Joseph-Ordens nahm man Wilhelm von Metzen als Kommandeur in diesen auf.
Nach dem Gefecht an der Mannheimer Rheinschanze wurde Metzen Inhaber des 1. Kurpfalz-Bayerischen Feldjägerregiments, das dann auch seinen Namen trug; ab 1801 hieß es 1. Leichtes Infanterie-Bataillon Metzen.

### Tod im Tiroler Feldzug

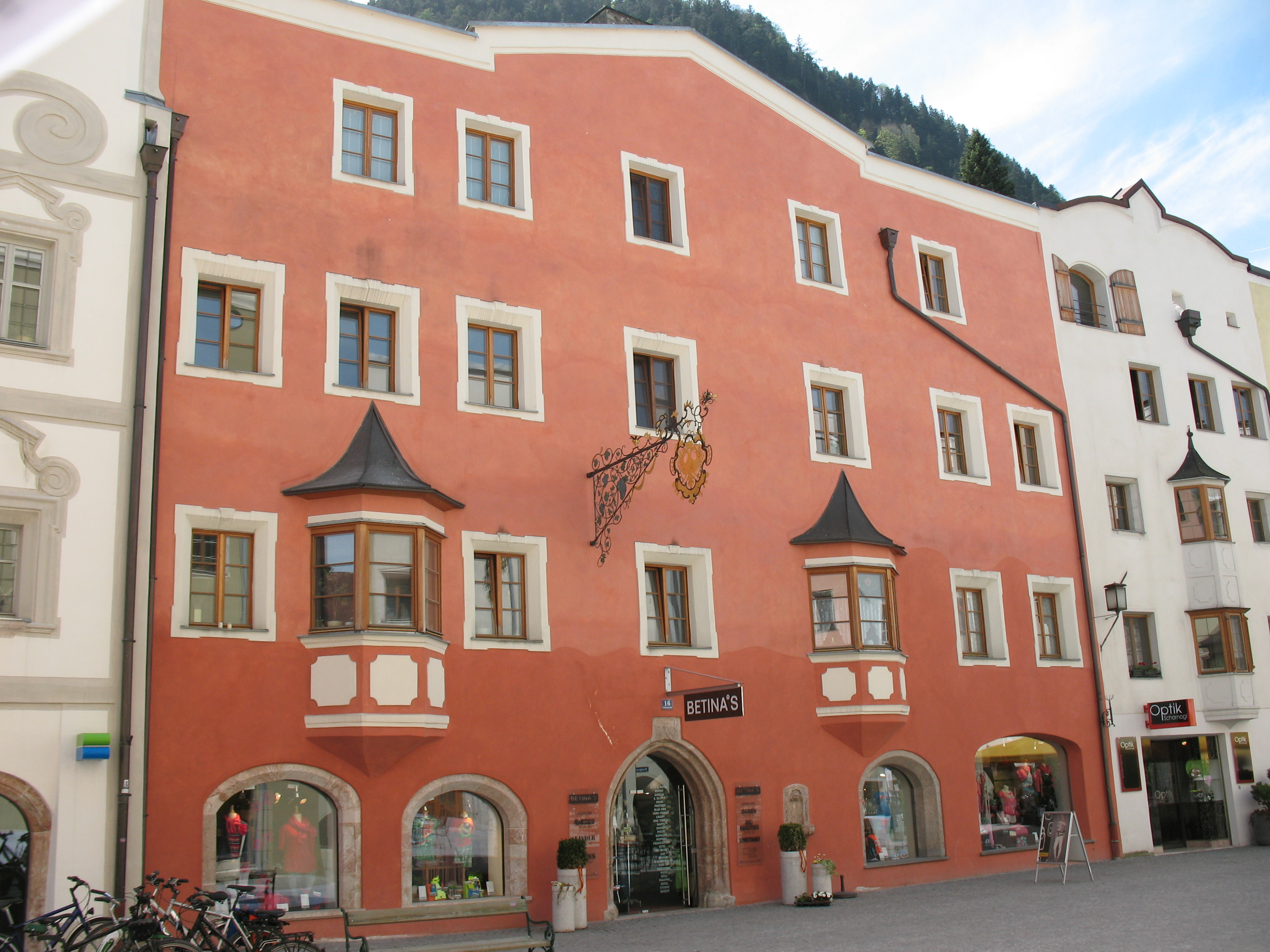
Historisches Gasthaus Zum Goldenen Adler in Rattenberg; Todesort des Wilhelm von Metzen

Am 2. Mai 1807 avancierte Wilhelm von Metzen zum Kommandeur des 5. Bayerischen Linien-Infanterie-Regiments von Preysing. Als Verbündeter Frankreichs nahm er 1809 am Feldzug der Bayern in Tirol teil, zunächst als Oberstleutnant, zuletzt als Oberst. Er kämpfte mit seinem Regiment u. a. im August 1809, in der 3. Bergisel-Schlacht und musste sich nach deren unglücklichen Ausgang mit den Franzosen durch das Unterinntal zurückziehen. Nach dem Frieden von Schönbrunn kehrten im Oktober 1809 Franzosen und Bayern als Besatzungsmacht nach Tirol zurück; Wilhelm von Metzen war dort wieder ab 25. Oktober 1809. Kritik an der Tapferkeit seiner Truppe bzw. an seinen persönlichen Fähigkeiten, seitens des französischen Oberkommandierenden Marschall François-Joseph Lefebvre und des Generals Jean-Baptiste Drouet d’Erlon, führten zum tragischen Ende Metzens. In seiner Ehre tief gekränkt schoss er sich in Rattenberg, im Gasthof „Zum Goldenen Adler“ (wo Andreas Hofer am 1. Juni 1809 einen wichtigen Kriegsrat gehalten hatte), am 15. Dezember 1809, um 1 Uhr nachmittags, eine Kugel in den Kopf. Am 17. des Monats wurde Oberst Wilhelm von Metzen dort unter militärischen Ehren bestattet. Sein Schädel mit dem Kugelloch in der Stirn und der Aufschrift „Kgl. bayer. Oberst v. Metzen“ befand sich später, als Relikt aus der Franzosenzeit, am sogenannten Ölberg vor der Sakristei der Pfarrkirche Rattenberg. Touristen wurde auf Verlangen auch das Zimmer gezeigt, wo sich der Offizier erschossen hatte. Laut Mitteilung des kath. Pfarramtes Rattenberg (31. August 2012) war unter dem Ölberg vor der Sakristei ein Ossuarium; die hier gelagerten Gebeine – darunter vermutlich auch die Oberst von Metzens, samt Schädel – wurden 1978 dort entfernt und auf dem örtlichen Friedhof beigesetzt. 

Der Zeitzeuge und Kamerad Metzens, Feldwebel Joseph Schrafel, schrieb in seinen Erinnerungen:

„Doch wurde unser aller Gemüt durch ein Ereignis betrübt, das uns um so mehr ergriff, als es ganz unerwartet kam. Unser braver Oberst, Baron von Metzen, machte zu Rattenberg seinem Leben durch einen Pistolenschuss ein Ende. Nie konnten wir recht erfahren, was diesen Ehrenmann zu einem solchen Schritt bewogen haben konnte. Die Gerüchte, die hierüber im Umlauf waren, niederzuschreiben, kommt mir nicht zu. Wir Soldaten, die wir ihn liebten wie einen Vater, betrauerten ihn lange, und er wird uns unvergeßlich bleiben.“